# NXT UK (WWE-brand)
NXT UK was een brand (merk) van de Amerikaanse worstelorganisatie WWE dat gevestigd was in het Verenigd Koninkrijk en werd opgericht op 15 december 2016. Het merk werd gelanceerd als een manier om worstelaars in het Verenigd Koninkrijk de kans te geven om voor NXT te worstelen. Het programma, NXT UK, had hun eerste opnames in juli 2018 en ging in première op 17 oktober 2018 op WWE Network.
Het merk werd stopgezet na het evenement Worlds Collide op 4 september 2022. Het zal opnieuw worden gelanceerd als NXT Europe en zal uitgroeien tot een pan-Europees merk met worstelaars uit alle Europese landen. De herlancering zou oorspronkelijk in 2023 plaatsvinden, maar werd uitgesteld tot 2024 vanwege de fusie tussen WWE en UFC als divisies van TKO Group Holdings, die in september 2023 werd afgerond.

## Geschiedenis
Op een persconferentie in The O2 Arena op 15 december 2016 kondigde Paul "Triple H" Levesque aan dat er een toernooi voor 16 man aanstaande was om het inaugurele WWE United Kingdom Championship te bekronen. Het toernooi werd gehouden op 14 en 15 januari 2017 en werd rechtstreeks uitgezonden op WWE Network. Het kampioenschap was bedoeld als het topkampioenschap van een nieuwe WWE Network-show, geproduceerd in het Verenigd Koninkrijk. Tyler Bate won het toernooi en werd de eerste WWE United Kingdom Champion.
Op 19 mei 2017, werd er een evenement gehouden genaamd United Kingdom Championship Special.
Op 8 april 2018, werd een tweede United Kingdom Championship-toernooi aangekondigd, dat gehouden werd op 18 en 19 juni 2018 in de Royal Albert Hall. Op 7 juni 2018 werd Johnny Saint de General Manager van NXT UK.
Op 18 juni 2018 werd er ook aangekondigd dat WWE zou beginnen met het maken van opnames voor een nieuwe televisieprogramma genaamd NXT UK in juli 2018 en dat kampioenschappen voor de dames- en tagteamdivisies van het merk zouden worden onthuld.
Op 17 oktober 2018 werd de inaugurele aflevering van NXT UK uitgezonden op WWE Network.
Op 31 december 2019 kondigde WWE aan dat NXT UK zou worden uitgezonden op BT Sport in het Verenigd Koninkrijk. Op 21 januari 2020 werd aangekondigd dat NXT UK ook zou worden uitgezonden op Paramount Network UK.
Op 22 augustus 2020 kondigde WWE aan dat NXT UK terugkomt in september. In maart 2020 werd het stopgezet wegens het coronapandemie.
Op 18 augustus 2022 kondigde WWE aan dat NXT UK een "korte pauze" zou nemen en bij zijn terugkeer in 2023 omgedoopt zou worden tot NXT Europe, en zou uitgroeien tot een pan-Europees merk met worstelaars uit alle Europese landen. De herlancering als NXT Europe zou worden uitgesteld vanwege de overname van WWE door Endeavour, die ook eigenaar is van Ultimate Fighting Championship (UFC), waarbij WWE en UFC fuseren tot divisies van TKO Group Holdings. De fusie werd in september 2023 afgerond. Volgens Dave Meltzer van de Wrestling Observer Newsletter is het plan van WWE om NXT Europe ergens in 2024 te lanceren.

## Kampioenschappen
| Kampioenschap                   | Datum van lancering | Eerste kampioen                                      | Laatste kampioen             | Damtum opgeborgen | Opmerkingen                                                            |
| ------------------------------- | ------------------- | ---------------------------------------------------- | ---------------------------- | ----------------- | ---------------------------------------------------------------------- |
| NXT United Kingdom Championship | 15 december 2016    | Tyler Bate                                           | Tyler Bate                   | 4 september 2022  | Geünificeerd met het NXT Championship.                                 |
| NXT UK Heritage Cup             | 10 september 2020   | A-Kid                                                | Noam Dar                     | N.VT.             | Noam Dar was de laatste titelhouder op NXT UK. Titel gaat door op NXT. |
| NXT UK Tag Team Championship    | 18 juni 2018        | Grizzled Young Veterans (James Drake en Zack Gibson) | Brooks Jensen en Josh Briggs | 4 september 2022  | Geünificeerd met het NXT Tag Team Championship.                        |
| NXT UK Women's Championship     | 18 juni 2018        | Rhea Ripley                                          | Meiko Satomura               | 4 september 2022  | Geünificeerd met het NXT Women's Championship.                         |